# Club de Fútbol Ciudad de Murcia
Maillots
Le Club de Fútbol Ciudad de Murcia est un ancien club de football espagnol basé à Murcie.
Le club évolue pendant quatre saisons en deuxième division.

## Historique
- 1999 : fondation du club par Quique Pina, ancien joueur du Real Murcie, sous le nom de Club de Fútbol Ciudad de Murcia.
- 2003 à 2007 : le club évolue en deuxième division, terminant 4e du championnat à deux reprises : en 2006 puis en 2007.
- 2007 : dissolution du club à la suite du rachat de la « franchise » nécessaire pour jouer en Segunda Division (D2) par le Granada CF. L'équipe repart en Tercera Division (D4) sous le nom de Club Atlético Ciudad de Lorquí.
- 2008 : le nouveau club est promu en Segunda Division B (D3), et ironie du sort, évoluera au même niveau que le Granada CF, qui a été relégué de Segunda Division !
- 2008 : le club est renommé sous le nom de Club de Fútbol Atlético Ciudad.
- 2010 : le club est dissous.